# Franz Zeischka
Franz Zeischka (10. února 1869 Vrbička – 13. září 1909 Karlovy Vary) byl český dirigent. Působil jako šéfdirigent lázeňských orchestrů v Teplicích a v Karlových Varech.

## Život a dílo
Zeischka pocházel ze selského prostředí. Jeho otec Josef hospodařil na statku čp. 2 ve Vrbičce u Vroutku, rovněž otec matky Terezie byl sedlákem, a to v blízké Vrbici u Valče. Obecnou školu vychodil ve Skytalech. Základy ve hře na housle získal ve vsi Luka u Bochova od vrchního učitele Eißnera. V roce 1883 odešel do Mnichova, kde se vzdělával na Královské hudební akademii. Hru na housle studoval u Franze Brücknera a Ludwiga Abela, skladbu u Josefa Rheinbergera. V Mnichově zůstal šest let, další tři roky byl na vojně v Brně. Jeho prvním profesionálním působištěm se stala Lublaň, v jehož divadelním orchestru se stal koncertním mistrem. Pak rychle vystřídal orchestry: hrál v Görlitz, Berlíně a dokonce i v Rusku. V roce 1895 nastoupil do krátce předtím založeného Keimova orchestru, z něhož se později vyvinula Mnichovská filharmonie. Pod vedením jeho šéfdirigentů Hanse Windersteina (1856–1925) a Hermanna Zumpeho začal také dirigovat.
V roce 1898 se uvolnilo místo šéfdirigenta teplického lázeňského orchestru, což je v současnosti Severočeská filharmonie Teplice. V konkurenci 174 přihlášených uchazečů Zeischka vyhrál. Po nástupu provedl řadu koncepčních změn. Rozšířil počet hráčů z 36 na 48 a zavedl systém do provozování koncertů. Ty ranní hrála polovina orchestru denně od 6,30 do 7,30, polední koncerty probíhaly kromě úterka a čtvrtka od 11,30 do 13,00 a večerní kromě čtvrtka a neděle od 16,30 do 18,30. Hrálo se buď v Zámecké zahradě nebo v koncertním pavilónu v Šanově. Kromě toho zavedl Zeischka cyklus symfonických koncertů. Hned první rok svého působení provedl v Teplicích prvních osm Beethovenových symfonií. Na program zařazoval i díla Roberta Schumanna, Richarda Strausse (ten dokonce jeden z koncertů v Teplicích dirigoval), Maxe Brucha, Johannesa Brahmse a dalších známých autorů. Zeischkemu se také podařilo získat k vystoupení s orchestrem řadu slavných sólových interpretů. Byli mezi nimi např. houslisté Pablo de Sarasate, Eugène Ysaÿe a Fritz Kreisler, operní pěvkyně Lilli Lehmann a na komorním koncertu vystoupilo v březnu 1903 České kvarteto.
V roce 1906 Zeischka Teplice opustil, když vyhrál konkurz na místo šéfdirigenta Karlovarského lázeňského orchestru. Zde uváděl uznávaná díla svých současníků (Saint-Saëns, Mahler, Elgar) a dalších, ale i novinky, např. v roce 1908 Variace a fugu Maxe Regera na Hillerovo téma tři měsíce po světové premiéře. Zeischka zemřel v roce 1909 na otravu krve.
Hudebníkem byl i jeho bratr Karl, narozený v roce 1875. Stejně jako Franz studoval mnichovskou akademii a rovněž hrál v Keimově orchestru. Jeho nástrojem byl lesní roh.